# Cinquième district congressionnel du Colorado
Le 5e district congressionnel du Colorado est un district de l'État américain du Colorado. Le district se situe au centre de l'État et comprend Colorado Springs et ses banlieues, dont Cimarron Hills et Fort Carson.
Le district est actuellement représenté par le Républicain Jeff Crank. Avec un indice CPVI de R+9, c'est l'un des districts les plus républicains du Colorado.

## Caractéristiques

### Politique
Le Parti Républicain détient le contrôle du siège depuis la création du district. Avec un indice CPVI de R + 12, le 5e district congressionnel du Colorado est à égalité pour le district le plus conservateur de l'État avec le 4e district. Colorado Springs, le principal centre de population du district, abrite de nombreuses organisations chrétiennes conservatrices. Parmi ces groupes figurent Focus on the Family, son fondateur, le Dr James Dobson (qui est considéré par certains comme le leader évangélique le plus influent du pays), New Life Church, Compassion International, HCJB et bien d'autres. Il y a une certaine force démocrate dans ce quartier urbain de Colorado Springs et dans certaines de ses banlieues près de Pikes Peak, mais ce n'est pas à la hauteur de l'inclinaison républicaine écrasante du quartier ; cependant, contrairement au 4e voisin qui a tendance à être plus républicain d'année en année, le 5e devient légèrement moins républicain en raison des changements démographiques, mais pas assez pour que la région soit compétitive dans un avenir proche.
Colorado Springs compte également une importante population de militaires en service actif et à la retraite et abrite de nombreuses entreprises de l'industrie de la défense, qui sont toutes des groupes démographiques qui ont tendance à voter pour les républicains. Tout au long de l'histoire du district, les républicains ont gagné avec des marges confortables. De 1996 à 2004, le Républicain Joel Hefley a généralement remporté les réélections avec environ 70 % des voix. George W. Bush a obtenu 66 % des voix dans ce district en 2004.

### Économie
En raison de la forte présence militaire, l'économie de Colorado Springs est généralement très stable et connaît fréquemment une croissance. Les parties ouest du district sont principalement de petites villes de montagne dont l'économie dépend de l'élevage, de l'agriculture, de l'exploitation minière et du tourisme.

### Tourisme
Des millions de touristes visitent la région de Colorado Springs chaque année, principalement pour visiter le Garden of the Gods, le United States Olympic Training Center, le U.S. Olympic & Paralympic Museum, Pikes Peak et la United States Air Force Academy.

### Armée
Colorado Springs, situé dans le district, abrite plusieurs installations militaires. Fort Carson, la United States Air Force Academy, la Peterson Space Force Base, la Schriever Space Force Base et le NORAD sont également toutes situées dans le district. Il y a plus d'anciens combattants vivant dans le Colorado Fifth que dans tout autre district en Amérique.

## Histoire

### Années 1990
À la suite du recensement américain de 1990 et du redécoupage associé des districts du Colorado, le 5e district congressionnel se composait des comtés d'El Paso et de Teller, ainsi que de parties des comtés d'Arapahoe, Douglas et Fremont.

### Années 2000
À la suite du recensement américain de 2000 et du redécoupage associé des districts du Colorado, le 5e district congressionnel se composait des comtés de Chaffee, El Paso, Fremont, Lake et Teller, ainsi que de la majeure partie du comté de Park.

### Années 2010
À la suite du recensement américain de 2010 et du redécoupage associé des districts du Colorado, le 5e district congressionnel se composait des comtés de Chaffee, El Paso, Fremont et Teller, ainsi que de la majeure partie du comté de Park.

### Années 2020
À la suite du recensement américain de 2020 et du redécoupage associé des districts du Colorado, le 5e district comprenait la majeure partie du comté d'El Paso, à l'exception d'un fragment qui a été attiré dans le 4e district. D'autres comtés vers l'ouest ont été regroupés dans le 7e district.

## Géographie
| #  | Comté   | Siège            | Population |
| -- | ------- | ---------------- | ---------- |
| 41 | El Paso | Colorado Springs | 744 215    |

### Villes de 10 000 personnes et plus
- Colorado Springs – 478 961
- Security-Widefield – 38 639
- Fountain – 28 907
- Cimmarron Hills – 19 311
- Fort Carson – 17 693
- Black Forest – 15 097
- Monument – 10 399

### Villes de 2 500 à 10 000 personnes
- Woodmoor – 9 536
- Air Force Academy – 6 608
- Gleneagle – 6 649
- Stratmoor – 6 518
- Manitou Springs  – 4 848
- Palmer Lake – 2 636

## Historique de vote[5]
| Années | Poste      | Résultats                      |
| ------ | ---------- | ------------------------------ |
| 2000   | Président  | Bush 63,0 % – 31,0 %           |
| 2004   | Président  | Bush 66,0 % – 33,0 %           |
| 2008   | Président  | McCain 59,0 % – 40,0 %         |
| 2012   | Président  | Romney 59,0 % – 38,0 %         |
| 2016   | Président  | Trump 57,0 % – 33,0 %          |
| 2016   | Sénat      | Glenn 58,4 % – 35,6 %          |
| 2018   | Gouverneur | Stapleton (en) 56,6 % – 39,0 % |
| 2020   | Président  | Trump 55,0 % – 42,0 %          |
| 2020   | Sénat      | Gardner 57,1 % – 39,6 %        |
| 2022   | Gouverneur | Ganahl (en) 50,0 % - 47,0 %    |
| 2022   | Sénat      | O'Dea 52,0 % - 44,0 %          |

## Liste des Représentants du district
| Membre                            | Parti       | Années                          | Congrès     | Histoire électorale |
| --------------------------------- | ----------- | ------------------------------- | ----------- | --- |
| District établi le 3 janvier 1973 |             |                                 |             | |
| William L. Armstrong (en)         | Républicain | 3 janvier 1973 - 3 janvier 1979 | 93e - 95e   | Élu en 1972. Réélu en 1974. Réélu en 1976. Retrait pour se présenter comme Sénateur des États-Unis.                                                          |
| Ken Kramer (en)                   | Républicain | 3 janvier 1979 - 3 janvier 1987 | 96e - 99e   | Élu en 1978. Réélu en 1980. Réélu en 1982. Réélu en 1984. Retrait pour se présenter comme Sénateur des États-Unis.                                           |
| Joel Hefley (en)                  | Républicain | 3 janvier 1987 - 3 janvier 2007 | 100e - 109e | Élu en 1986. Réélu en 1988. Réélu en 1990. Réélu en 1992. Réélu en 1994. Réélu en 1996. Réélu en 1998. Réélu en 2000. Réélu en 2002. Réélu en 2004. Retrait. |
| Doug Lamborn                      | Républicain | 3 janvier 2007 - 3 janvier 2025 | 110e - 118e | Élu en 2006. Réélu en 2008. Réélu en 2010. Réélu en 2012. Réélu en 2014. Réélu en 2016. Réélu en 2018. Réélu en 2020. Réélu en 2022. Retrait.                |
| Jeff Crank                        | Républicain | 3 janvier 2025 - en cours       | 119e        | Élu en 2024. |

## Résultats des récentes élections
Voici les résultats des dix précédents cycles électoraux dans le district.

## Frontières historique du district

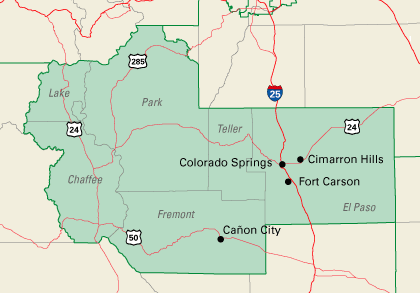
2003 - 2013

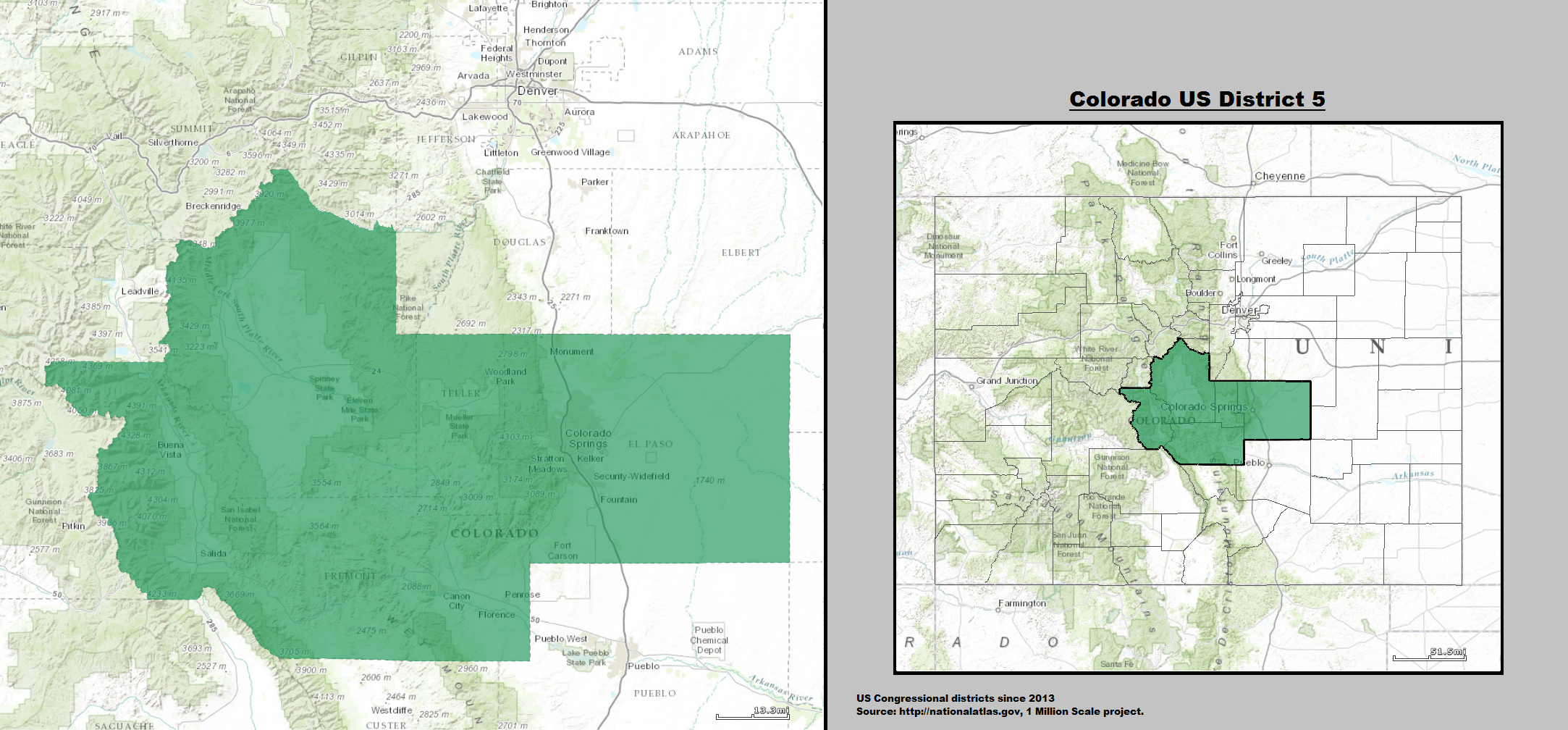
2013 - 2023

### 2004
| Élection de 2004 du 5e district congressionnel du Colorado | Élection de 2004 du 5e district congressionnel du Colorado | Élection de 2004 du 5e district congressionnel du Colorado | Élection de 2004 du 5e district congressionnel du Colorado | Élection de 2004 du 5e district congressionnel du Colorado |
| ---------------------------------------------------------- | ---------------------------------------------------------- | ---------------------------------------------------------- | ---------------------------------------------------------- | ---------------------------------------------------------- |
| Parti                                                      | Parti                                                      | Candidat                                                   | Votes                                                      | %                                                          |
|                                                            | Républicain                                                | Joel Hefley (sortant)                                      | 193 333                                                    | 70,55                                                      |
|                                                            | Démocrate                                                  | Fred Hardee                                                | 74 098                                                     | 27,04                                                      |
|                                                            | Libertarien                                                | Arthur « Rob » Roberts                                     | 6 627                                                      | 2,41                                                       |
| Total des votes                                            | Total des votes                                            | Total des votes                                            | 274 058                                                    | 100 %                                                      |
|                                                            | Les Républicains conservent                                |                                                            |                                                            |                                                            |

### 2006
| Primaire républicaine de 2006 du 5e district congressionnel du Colorado | Primaire républicaine de 2006 du 5e district congressionnel du Colorado | Primaire républicaine de 2006 du 5e district congressionnel du Colorado | Primaire républicaine de 2006 du 5e district congressionnel du Colorado | Primaire républicaine de 2006 du 5e district congressionnel du Colorado |
| ----------------------------------------------------------------------- | ----------------------------------------------------------------------- | ----------------------------------------------------------------------- | ----------------------------------------------------------------------- | ----------------------------------------------------------------------- |
| Parti                                                                   | Parti                                                                   | Candidat                                                                | Votes                                                                   | %                                                                       |
|                                                                         | Républicain                                                             | Doug Lamborn                                                            | 15 126                                                                  | 26,97                                                                   |
|                                                                         | Républicain                                                             | Jeff Crank                                                              | 14 234                                                                  | 25,38                                                                   |
|                                                                         | Républicain                                                             | Bentley Rayburn                                                         | 9 735                                                                   | 17,36                                                                   |
|                                                                         | Républicain                                                             | Lionel Rivera                                                           | 7 213                                                                   | 12,86                                                                   |
|                                                                         | Républicain                                                             | John Wesley Anderson                                                    | 6 474                                                                   | 11,54                                                                   |
|                                                                         | Républicain                                                             | Duncan Bremer                                                           | 3 310                                                                   | 5,90                                                                    |

| Élection de 2006 du 5e district congressionnel du Colorado | Élection de 2006 du 5e district congressionnel du Colorado | Élection de 2006 du 5e district congressionnel du Colorado | Élection de 2006 du 5e district congressionnel du Colorado | Élection de 2006 du 5e district congressionnel du Colorado |
| ---------------------------------------------------------- | ---------------------------------------------------------- | ---------------------------------------------------------- | ---------------------------------------------------------- | ---------------------------------------------------------- |
| Parti                                                      | Parti                                                      | Candidat                                                   | Votes                                                      | %                                                          |
|                                                            | Républicain                                                | Doug Lamborn                                               | 123 264                                                    | 59,62                                                      |
|                                                            | Démocrate                                                  | Jay Fawcett                                                | 83 431                                                     | 40,35                                                      |
|                                                            | Républicain                                                | Richard D. Hand (write-in)                                 | 41                                                         | 0,02                                                       |
|                                                            | Démocrate                                                  | Brian X. Scott (write-in)                                  | 12                                                         | 0,01                                                       |
|                                                            | Républicain                                                | Gregory S. Hollister                                       | 8                                                          | 0,0                                                        |
| Total des votes                                            | Total des votes                                            | Total des votes                                            | 206 756                                                    | 100 %                                                      |
|                                                            | Les Républicains conservent                                |                                                            |                                                            |                                                            |

### 2008
| Primaire républicaine de 2008 du 5e district congressionnel du Colorado | Primaire républicaine de 2008 du 5e district congressionnel du Colorado | Primaire républicaine de 2008 du 5e district congressionnel du Colorado | Primaire républicaine de 2008 du 5e district congressionnel du Colorado | Primaire républicaine de 2008 du 5e district congressionnel du Colorado |
| ----------------------------------------------------------------------- | ----------------------------------------------------------------------- | ----------------------------------------------------------------------- | ----------------------------------------------------------------------- | ----------------------------------------------------------------------- |
| Parti                                                                   | Parti                                                                   | Candidat                                                                | Votes                                                                   | %                                                                       |
|                                                                         | Républicain                                                             | Doug Lamborn (sortant)                                                  | 24 995                                                                  | 44,0                                                                    |
|                                                                         | Républicain                                                             | Jeff Crank                                                              | 16 794                                                                  | 30,0                                                                    |
|                                                                         | Républicain                                                             | Bentley Rayburn                                                         | 14 986                                                                  | 26,0                                                                    |

| Élection de 2008 du 5e district congressionnel du Colorado | Élection de 2008 du 5e district congressionnel du Colorado | Élection de 2008 du 5e district congressionnel du Colorado | Élection de 2008 du 5e district congressionnel du Colorado | Élection de 2008 du 5e district congressionnel du Colorado |
| ---------------------------------------------------------- | ---------------------------------------------------------- | ---------------------------------------------------------- | ---------------------------------------------------------- | ---------------------------------------------------------- |
| Parti                                                      | Parti                                                      | Candidat                                                   | Votes                                                      | %                                                          |
|                                                            | Républicain                                                | Doug Lamborn (sortant)                                     | 183 179                                                    | 60,0                                                       |
|                                                            | Démocrate                                                  | Hal Bidlack                                                | 113 027                                                    | 37,0                                                       |
|                                                            | Constitution                                               | Brian X. Scott                                             | 8894                                                       | 3,0                                                        |
|                                                            | Indépendant                                                | Richard D. Hand                                            | 45                                                         | 0,03                                                       |
| Total des votes                                            | Total des votes                                            | Total des votes                                            | 305 142                                                    | 100 %                                                      |
|                                                            | Les Républicains conservent                                |                                                            |                                                            |                                                            |

### 2010
| Élection de 2010 du 5e district congressionnel du Colorado | Élection de 2010 du 5e district congressionnel du Colorado | Élection de 2010 du 5e district congressionnel du Colorado | Élection de 2010 du 5e district congressionnel du Colorado | Élection de 2010 du 5e district congressionnel du Colorado |
| ---------------------------------------------------------- | ---------------------------------------------------------- | ---------------------------------------------------------- | ---------------------------------------------------------- | ---------------------------------------------------------- |
| Parti                                                      | Parti                                                      | Candidat                                                   | Votes                                                      | %                                                          |
|                                                            | Républicain                                                | Doug Lamborn (sortant)                                     | 152 829                                                    | 66,0                                                       |
|                                                            | Démocrate                                                  | Kevin Bradley                                              | 68 039                                                     | 29,0                                                       |
|                                                            | Constitution                                               | Brian X. Scott                                             | 5 886                                                      | 3,0                                                        |
|                                                            | Libertarien                                                | Jerrell Klaver                                             | 5 680                                                      | 2,0                                                        |
| Total des votes                                            | Total des votes                                            | Total des votes                                            | 232 434                                                    | 100 %                                                      |
|                                                            | Les Républicains conservent                                |                                                            |                                                            |                                                            |

### 2012
| Élection de 2012 du 5e district congressionnel du Colorado | Élection de 2012 du 5e district congressionnel du Colorado | Élection de 2012 du 5e district congressionnel du Colorado | Élection de 2012 du 5e district congressionnel du Colorado | Élection de 2012 du 5e district congressionnel du Colorado |
| ---------------------------------------------------------- | ---------------------------------------------------------- | ---------------------------------------------------------- | ---------------------------------------------------------- | ---------------------------------------------------------- |
| Parti                                                      | Parti                                                      | Candidat                                                   | Votes                                                      | %                                                          |
|                                                            | Républicain                                                | Doug Lamborn (sortant)                                     | 199 639                                                    | 65,0                                                       |
|                                                            | Indépendant                                                | Dave Anderson                                              | 53 318                                                     | 17,0                                                       |
|                                                            | Libertarien                                                | Jim Pirtle                                                 | 22 778                                                     | 7,0                                                        |
|                                                            | Vert                                                       | Misha Luzov                                                | 18 284                                                     | 6,0                                                        |
|                                                            | Constitution                                               | Kenneth R. Harvell                                         | 13 312                                                     | 5,0                                                        |
| Total des votes                                            | Total des votes                                            | Total des votes                                            | 307 231                                                    | 100 %                                                      |
|                                                            | Les Républicains conservent                                |                                                            |                                                            |                                                            |

### 2014
| Élection de 2014 du 5e district congressionnel du Colorado | Élection de 2014 du 5e district congressionnel du Colorado | Élection de 2014 du 5e district congressionnel du Colorado | Élection de 2014 du 5e district congressionnel du Colorado | Élection de 2014 du 5e district congressionnel du Colorado |
| ---------------------------------------------------------- | ---------------------------------------------------------- | ---------------------------------------------------------- | ---------------------------------------------------------- | ---------------------------------------------------------- |
| Parti                                                      | Parti                                                      | Candidat                                                   | Votes                                                      | %                                                          |
|                                                            | Républicain                                                | Doug Lamborn (sortant)                                     | 157 182                                                    | 60,0                                                       |
|                                                            | Démocrate                                                  | Irv Halter                                                 | 105 673                                                    | 40,0                                                       |
| Total des votes                                            | Total des votes                                            | Total des votes                                            | 262 855                                                    | 100 %                                                      |
|                                                            | Les Républicains conservent                                |                                                            |                                                            |                                                            |

### 2016
| Élection de 2016 du 5e district congressionnel du Colorado | Élection de 2016 du 5e district congressionnel du Colorado | Élection de 2016 du 5e district congressionnel du Colorado | Élection de 2016 du 5e district congressionnel du Colorado | Élection de 2016 du 5e district congressionnel du Colorado |
| ---------------------------------------------------------- | ---------------------------------------------------------- | ---------------------------------------------------------- | ---------------------------------------------------------- | ---------------------------------------------------------- |
| Parti                                                      | Parti                                                      | Candidat                                                   | Votes                                                      | %                                                          |
|                                                            | Républicain                                                | Doug Lamborn (sortant)                                     | 225 445                                                    | 62,28                                                      |
|                                                            | Démocrate                                                  | Misty Plowright                                            | 111 676                                                    | 30,85                                                      |
|                                                            | Libertarien                                                | Mike McRedmond                                             | 24 872                                                     | 6,87                                                       |
| Total des votes                                            | Total des votes                                            | Total des votes                                            | 361 993                                                    | 100 %                                                      |
|                                                            | Les Républicains conservent                                |                                                            |                                                            |                                                            |

### 2018
| Élection de 2018 du 5e district congressionnel du Colorado | Élection de 2018 du 5e district congressionnel du Colorado | Élection de 2018 du 5e district congressionnel du Colorado | Élection de 2018 du 5e district congressionnel du Colorado | Élection de 2018 du 5e district congressionnel du Colorado |
| ---------------------------------------------------------- | ---------------------------------------------------------- | ---------------------------------------------------------- | ---------------------------------------------------------- | ---------------------------------------------------------- |
| Parti                                                      | Parti                                                      | Candidat                                                   | Votes                                                      | %                                                          |
|                                                            | Républicain                                                | Doug Lamborn (sortant)                                     | 184 002                                                    | 57,02                                                      |
|                                                            | Démocrate                                                  | Stephany Rose Spaulding                                    | 126 848                                                    | 39,31                                                      |
|                                                            | Libertarien                                                | Douglas Randall                                            | 11 795                                                     | 3,65                                                       |
|                                                            | Write-in                                                   | Write-in                                                   | 71                                                         | 0,02                                                       |
| Total des votes                                            | Total des votes                                            | Total des votes                                            | 322 716                                                    | 100 %                                                      |
|                                                            | Les Républicains conservent                                |                                                            |                                                            |                                                            |

### 2020
| Élection de 2020 du 5e district congressionnel du Colorado | Élection de 2020 du 5e district congressionnel du Colorado | Élection de 2020 du 5e district congressionnel du Colorado | Élection de 2020 du 5e district congressionnel du Colorado | Élection de 2020 du 5e district congressionnel du Colorado |
| ---------------------------------------------------------- | ---------------------------------------------------------- | ---------------------------------------------------------- | ---------------------------------------------------------- | ---------------------------------------------------------- |
| Parti                                                      | Parti                                                      | Candidat                                                   | Votes                                                      | %                                                          |
|                                                            | Républicain                                                | Doug Lamborn (sortant)                                     | 249 013                                                    | 57,6                                                       |
|                                                            | Démocrate                                                  | Jillian Freeland                                           | 161 600                                                    | 37,4                                                       |
|                                                            | Libertarien                                                | Ed Duffett                                                 | 14 777                                                     | 3,4                                                        |
|                                                            | Indépendant                                                | Marcus Allen Murphy                                        | 3 708                                                      | 0,9                                                        |
|                                                            | Unity (en)                                                 | Rebecca Keltie                                             | 3309                                                       | 0,8                                                        |
| Total des votes                                            | Total des votes                                            | Total des votes                                            | 322 716                                                    | 100 %                                                      |
|                                                            | Les Républicains conservent                                |                                                            |                                                            |                                                            |

### 2022
| Primaire républicaine de 2022 du 5e district congressionnel du Colorado | Primaire républicaine de 2022 du 5e district congressionnel du Colorado | Primaire républicaine de 2022 du 5e district congressionnel du Colorado | Primaire républicaine de 2022 du 5e district congressionnel du Colorado | Primaire républicaine de 2022 du 5e district congressionnel du Colorado |
| ----------------------------------------------------------------------- | ----------------------------------------------------------------------- | ----------------------------------------------------------------------- | ----------------------------------------------------------------------- | ----------------------------------------------------------------------- |
| Parti                                                                   | Parti                                                                   | Candidat                                                                | Votes                                                                   | %                                                                       |
|                                                                         | Républicain                                                             | Doug Lamborn (sortant)                                                  | 46 178                                                                  | 47,3                                                                    |
|                                                                         | Républicain                                                             | Dave Williams                                                           | 32 669                                                                  | 33,5                                                                    |
|                                                                         | Républicain                                                             | Rebecca Keltie                                                          | 12 631                                                                  | 12,9                                                                    |
|                                                                         | Républicain                                                             | Andrew Heaton                                                           | 6121                                                                    | 6,3                                                                     |

| Primaire démocrate de 2022 du 5e district congressionnel du Colorado | Primaire démocrate de 2022 du 5e district congressionnel du Colorado | Primaire démocrate de 2022 du 5e district congressionnel du Colorado | Primaire démocrate de 2022 du 5e district congressionnel du Colorado | Primaire démocrate de 2022 du 5e district congressionnel du Colorado |
| -------------------------------------------------------------------- | -------------------------------------------------------------------- | -------------------------------------------------------------------- | -------------------------------------------------------------------- | -------------------------------------------------------------------- |
| Parti                                                                | Parti                                                                | Candidat                                                             | Votes                                                                | %                                                                    |
|                                                                      | Démocrate                                                            | David Torres                                                         | 24 413                                                               | 54,7                                                                 |
|                                                                      | Démocrate                                                            | Michael Colombe                                                      | 20 237                                                               | 45,3                                                                 |

| Élection de 2022 du 5e district congressionnel du Colorado | Élection de 2022 du 5e district congressionnel du Colorado | Élection de 2022 du 5e district congressionnel du Colorado | Élection de 2022 du 5e district congressionnel du Colorado | Élection de 2022 du 5e district congressionnel du Colorado |
| ---------------------------------------------------------- | ---------------------------------------------------------- | ---------------------------------------------------------- | ---------------------------------------------------------- | ---------------------------------------------------------- |
| Parti                                                      | Parti                                                      | Candidat                                                   | Votes                                                      | %                                                          |
|                                                            | Républicain                                                | Doug Lamborn (sortant)                                     | 155 528                                                    | 56,0                                                       |
|                                                            | Démocrate                                                  | David Torres                                               | 111 978                                                    | 40,3                                                       |
|                                                            | Libertarien                                                | Brian Flanagan                                             | 7079                                                       | 2,5                                                        |
|                                                            | American Constitution (en)                                 | Christopher Mitchell                                       | 3370                                                       | 1,2                                                        |
|                                                            | Indépendant                                                | Matthew Feigenbaum (write-in)                              | 9                                                          | 0,0                                                        |
| Total des votes                                            | Total des votes                                            | Total des votes                                            | 277 946                                                    | 100 %                                                      |
|                                                            | Les Républicain conservent                                 |                                                            |                                                            |                                                            |

### 2024
| Primaire républicaine de 2024 du 5e district congressionnel du Colorado | Primaire républicaine de 2024 du 5e district congressionnel du Colorado | Primaire républicaine de 2024 du 5e district congressionnel du Colorado | Primaire républicaine de 2024 du 5e district congressionnel du Colorado | Primaire républicaine de 2024 du 5e district congressionnel du Colorado |
| ----------------------------------------------------------------------- | ----------------------------------------------------------------------- | ----------------------------------------------------------------------- | ----------------------------------------------------------------------- | ----------------------------------------------------------------------- |
| Parti                                                                   | Parti                                                                   | Candidat                                                                | Votes                                                                   | %                                                                       |
|                                                                         | Républicain                                                             | Jeff Crank                                                              | 56 585                                                                  | 65,2                                                                    |
|                                                                         | Républicain                                                             | Dave Williams                                                           | 30 257                                                                  | 34,8                                                                    |

| Primaire démocrate de 2024 du 5e district congressionnel du Colorado | Primaire démocrate de 2024 du 5e district congressionnel du Colorado | Primaire démocrate de 2024 du 5e district congressionnel du Colorado | Primaire démocrate de 2024 du 5e district congressionnel du Colorado | Primaire démocrate de 2024 du 5e district congressionnel du Colorado |
| -------------------------------------------------------------------- | -------------------------------------------------------------------- | -------------------------------------------------------------------- | -------------------------------------------------------------------- | -------------------------------------------------------------------- |
| Parti                                                                | Parti                                                                | Candidat                                                             | Votes                                                                | %                                                                    |
|                                                                      | Démocrate                                                            | River Gassen                                                         | 20 802                                                               | 50,6                                                                 |
|                                                                      | Démocrate                                                            | Joe Reagan                                                           | 20 313                                                               | 49,4                                                                 |

| Élection de 2024 du 5e district congressionnel du Colorado | Élection de 2024 du 5e district congressionnel du Colorado | Élection de 2024 du 5e district congressionnel du Colorado | Élection de 2024 du 5e district congressionnel du Colorado | Élection de 2024 du 5e district congressionnel du Colorado |
| ---------------------------------------------------------- | ---------------------------------------------------------- | ---------------------------------------------------------- | ---------------------------------------------------------- | ---------------------------------------------------------- |
| Parti                                                      | Parti                                                      | Candidat                                                   | Votes                                                      | %                                                          |
|                                                            | Républicain                                                | Jeff Crank                                                 | 197 924                                                    | 54,7                                                       |
|                                                            | Démocrate                                                  | River Gassen                                               | 147 972                                                    | 40,9                                                       |
|                                                            | Libertarien                                                | Michael Vance                                              | 6458                                                       | 1,8                                                        |
|                                                            | Indépendant                                                | Joseph O. Gaye                                             | 4094                                                       | 1,1                                                        |
|                                                            | American Constitution (en)                                 | Christopher Mitchell                                       | 4006                                                       | 1,1                                                        |
|                                                            | Forward Party (en)                                         | Christopher Sweat                                          | 1627                                                       | 0,4                                                        |
|                                                            | Indépendant                                                | Marcus Murphy (write-in)                                   | 4                                                          | 0,0                                                        |
| Total des votes                                            | Total des votes                                            | Total des votes                                            | 362 085                                                    | 100 %                                                      |
|                                                            | Les Républicain conservent                                 |                                                            |                                                            |                                                            |